# مجلس الوزراء الكويتي (فبراير 2012)
مجلس الوزراء الكويتي - فبراير 2012 أو الحكومة الكويتية الثلاثون أو حكومة جابر المبارك الثانية هي الوزارة رقم 30 في تاريخ دولة الكويت منذ الاستقلال عام 1961، تشكّلت في تاريخ 5 فبراير 2012، برئاسة الشيخ جابر المبارك الحمد الصباح، واستمرت حتى 1 يوليو 2012.

## التشكيلة الوزارية
- رئيس الوزراء: جابر المبارك الصباح
- نائب رئيس مجلس الوزراء ووزير الداخلية: أحمد الحمود الجابر الصباح
- نائب رئيس مجلس الوزراء ووزير الدفاع: أحمد خالد الحمد الصباح
- نائب رئيس مجلس الوزراء ووزيرالخارجية ووزير الدولة لشؤون مجلس الوزراء: صباح الخالد الحمد الصباح
- نائب رئيس مجلس الوزراء ووزير المالية: مصطفى جاسم الشمالي (استقالة) / نايف فلاح الحجرف
- وزير التجارة والصناعة: أنس خالد الصالح
- وزير الشؤون الاجتماعية والعمل: أحمد عبد اللطيف الرجيب
- وزير العدل ووزير الأوقاف والشؤون الإسلامية: جمال أحمد الشهاب
- وزير المواصلات: سالم مثيب أحمد الأذينة
- وزير الدولة لشؤون الإسكان ووزير الدولة لشؤون مجلس الأمة: شعيب شباب المويزري
- وزير الصحة: علي سعد العبيدي
- وزير الكهرباء والماء * وزير الدولة لشؤون البلدية: عبد العزيز الإبراهيم
- وزير الأشغال العامة ووزير الدولة لشؤون التخطيط والتنمية: فاضل صفر
- وزير الإعلام: محمد عبد الله المبارك الصباح
- وزير التربية ووزير التعليم العالي: نايف فلاح الحجرف
- وزير النفط: هاني عبد العزيز حسين